# Centrale nucléaire de Tianwan
La centrale nucléaire de Tianwan (田湾核电站 en chinois) est une centrale nucléaire chinoise, située sur le littoral de la mer Jaune à environ 30 km de la ville-préfecture de Lianyungang, dans la province du Jiangsu.
L'exploitant de la centrale est la Jiangsu Nuclear Power Corporation (une co-entreprise entre la CNNC à 50%, la SPIC à 30% et la Jiangsu Guoxin Group à 20%). Le maitre d'œuvre est la CNNC.
Depuis février 2022, la centrale compte :
- six réacteurs opérationnels : deux VVER-1000/V428, deux VVER-1000/V428M et deux CNP-1000 pour une puissance installée totale de 6 100 MWe ;
- deux réacteurs VVER-1200/V491 en construction.

La centrale fait partie des dix plus grandes centrales nucléaires au niveau mondial et est la troisième au niveau chinois dernière celle de Hongyanhe (6 366 MWe) et celle de Fuqing (6 150 MWe). Après l'achèvement des deux derniers réacteurs elle devrait devenir la plus puissante de Chine.

## Historique
Les réacteurs no 1 et 2 sont les premiers au monde à être équipés d'un récupérateur de corium. Il s'agit d'une seconde cuve garnie d'un épais « matériau sacrificiel » placée sous la cuve principale, permettant en situation accidentelle (avec fusion du cœur du réacteur) d'étaler et de refroidir le corium formé,.

## Caractéristiques des réacteurs
Trois modèles de réacteurs différents sont présents à la centrale de Tianwan. Tous sont de la filière des réacteurs à eau pressurisée (REP). Les réacteurs no 1 et 2 sont des VVER-1000/V428 et les no 3 et 4 des VVER-1000/V428M. Se sont des REP de conception soviétique puis russe développés par Rosatom et appartenant à la génération III (le réacteur no 1 étant le premier réacteur de troisième génération mis en service dans le monde en 2007). 
Les réacteurs no 5 et 6 sont des CNP-1000, des REP de conception chinoise développés par CNNC et appartenant à la deuxième génération,. 
Enfin, les réacteurs no 7 et 8 en cours de construction sont des VVER-1200/V491, des REP de conception russe développés par Rosatom, et appartenant à la génération III+.

### Définitions
Les caractéristiques des réacteurs sont données dans le tableau ci-après, les données sont principalement issues de la base de données PRIS (Power Reactor Information System) de l’Agence internationale de l'énergie atomique (AIEA). La base de données établie par l'AIEA qui définit ainsi les termes:
- La puissance nette correspond à la puissance électrique délivrée sur le réseau et sert d'indicateur en termes de puissance installée,
- La puissance brute correspond à la puissance délivrée par l'alternateur (= puissance nette augmentée de la consommation interne de la centrale),
- La puissance thermique correspond, à la puissance délivrée par la chaudière nucléaire

Le début de construction correspond à la date de coulage des fondations du bâtiment réacteur. Une tranche (nom utilisé pour un réacteur complet) est considérée comme opérationnelle après son premier couplage au réseau. La mise en service commercial est le transfert contractuel de l’installation du constructeur vers le propriétaire ; en principe après réalisation des tests réglementaires et contractuels et après fonctionnement continu à 100 % pendant une durée définie au contrat de construction.
| Unité | Statut          | Modèle            | Puissance   | Puissance   | Puissance        | Exploitant                        | Maitre d'ouvrage | Début de construction | Première divergence | Raccordement au réseau | Mise en service commercial |
| Unité | Statut          | Modèle            | Nette [MWe] | Brute [MWe] | Thermique [MWth] | Exploitant                        | Maitre d'ouvrage | Début de construction | Première divergence | Raccordement au réseau | Mise en service commercial |
| ----- | --------------- | ----------------- | ----------- | ----------- | ---------------- | --------------------------------- | ---------------- | --------------------- | ------------------- | ---------------------- | -------------------------- |
| 1     | Opérationnel    | VVER-1000 /V-428  | 990         | 1 060       | 3 000            | Jiangsu Nuclear Power Corporation | CNNC             | 20 octobre 1999       | 20 déc. 2005        | 12 mai 2006            | 17 mai 2007                |
| 2     | Opérationnel    | VVER-1000 /V-428  | 990         | 1 060       | 3 000            | Jiangsu Nuclear Power Corporation | CNNC             | 20 septembre 2000     | 1er mai 2007        | 14 mai 2007            | 16 août 2007               |
| 3     | Opérationnel    | VVER-1000 /V-428M | 1 060       | 1 126       | 3 000            | Jiangsu Nuclear Power Corporation | CNNC             | 27 décembre 2012      | 29 septembre 2017   | 30 décembre 2017       | 14 février 2018            |
| 4     | Opérationnel    | VVER-1000 /V-428M | 1 060       | 1 126       | 3 000            | Jiangsu Nuclear Power Corporation | CNNC             | 27 septembre 2013     | 30 septembre 2018   | 27 octobre 2018        | 22 décembre 2018           |
| 5     | Opérationnel    | CNP-1000          | 1 000       | 1 118       | 2 905            | Jiangsu Nuclear Power Corporation | CNNC             | 27 décembre 2015      | 27 juillet 2020     | 8 août 2020            | 9 septembre 2020           |
| 6     | Opérationnel    | CNP-1000          | 1 000       | 1 118       | 2 905            | Jiangsu Nuclear Power Corporation | CNNC             | 7 septembre 2016      | 4 mai 2021          | 11 mai 2021            | 2 juin 2021                |
| 7     | En construction | VVER-1200 /V491   | 1 171       | 1 265       | 3 200            | Jiangsu Nuclear Power Corporation | CNNC             | 19 mai 2021           |                     |                        |                            |
| 8     | En construction | VVER-1200 /V491   | 1 171       | 1 265       | 3 200            | Jiangsu Nuclear Power Corporation | CNNC             | 25 février 2022       |                     |                        |                            |